# Hustillverkare
Hustillverkare är företag som tillverkar prefabricerade (monteringsfärdiga) enfamiljshus, småhus eller villor i trä eller sten. De flesta monteringsfärdiga hus byggs i moduler i en fabrik och monteras sedan på plats av en byggentreprenör. Trähus är dominerande inom småhusproduktionen i Sverige och beräknas ha en marknadsandel på 80 procent.

## De största 2019
De hustillverkarna i Sverige som 2019 fått flest beviljade bygglov var (enligt de kommuner som svarat):
1. Älvsbyhus (440)
2. Fiskarhedenvillan (390)
3. Myresjöhus (375)
4. Eksjöhus (347)
5. Smålandsvillan (303)
6. A-hus (243)
7. LB-hus (202)
8. Hjältevadshus (152)
9. Götenehus (151)
10. Vårgårdahus (148)

(Siffran inom parentes avser beviljade bygglov.)